# Hydrophiinae
Morske zmije, ili zmije koralnog grebena, su potporodica otrovnih elapidnih zmija, Hydrophiinae, koje nastanjuju morske sredine tokom većeg dela ili celokupnog života. Većina njih je dobro prilagođena potpuno vodenom životu i ne mogu se kretati kopnom, osim roda Laticauda, koji ima ograničeno kretanje kopnom. One se nalaze se u toplim obalskim vodama od Indijskog do Tihog okeana i usko su povezane sa otrovnim kopnenim zmijama u Australiji.
Sve morske zmije imaju repove nalik veslu, a mnoge imaju bočno komprimovana tela koja im daju izgled jegulja. Za razliku od riba, nemaju škrge i moraju redovno da izrone da bi disale. Zajedno s kitovima, spadaju u najpotpunije vodene životinje od svih kičmenjaka koji dišu vazduh. Neke od vrsta ove grupe imaju najmoćnije otrove od svih zmija. Deo njih ima blage dispozicije i ugrizaju samo kad su provocirane, dok su druge puno agresivnije. Trenutno je 17 rodova morskih zmija opisano.

## Literatura
- Graham JB, Lowell WR, Rubinoff I, Motta J. 1987. Surface and subsurface swimming of the sea snake Pelamis platurus. J. exp. Biol. 127, 27-44. PDF at the [Journal of Experimental Biology]. Accessed 7 August 2007.
- Rasmussen AR. 1997. Systematics of sea snakes; a critical review. Symp. Zool. Soc. London 70, 15-30.
- Smith MA. 1926. Monograph of the sea snakes (Hydrophiidae). British Museum of Natural History, London.
- Voris HK. 1977. A phylogeny of the sea snakes (Hydrophiidae). Fieldiana Zool. 70, 79-169.
- Whitaker R. 1978. Common Indian Snakes: A Field Guide. Macmillan India Limited.